# Royal Air Force Police
Royal Air Force Police (RAFP) è la polizia militare della Royal Air Force.
Il corpo fu fondato il 1º aprile 1918 con la creazione dell'Air Force.
È responsabile del mantenimento della disciplina nei ranghi dell'aviazione e della protezione del personale dalla criminalità, dal terrorismo e da altre minacce.
Come il resto dell'aeronautica britannica, la polizia della RAF era al suo apice durante la seconda guerra mondiale, quando le forze di polizia contavano 21.000 membri.

## Storia
La RAFP è stata costituita il 1º aprile 1918, quando la RAF è stata costituita dalla fusione del Royal Flying Corps e del Royal Naval Air Service. Alla fine della seconda guerra mondiale c'erano 500 ufficiali e 20.000 sottufficiali nella RAFP. Nel gennaio 1947, il RAF Provost Branch divenne un ramo specializzato all'interno della RAF. Nel dicembre 1950, Giorgio VI approvò il badge e il motto Fiat Justitia. Nel 2009, la RAFP aveva servito in 66 paesi in tutto il mondo.

## Dichiarazione della missione
Fornire servizi mirati di polizia, controspionaggio e sicurezza protettiva ai comandanti a sostegno dei risultati della difesa.